# Saint-Félicien (Ardèche)
 Saint-Félicien  es una población y comuna francesa, ubicada en la región de Ródano-Alpes, departamento de Ardèche, en el distrito de Tournon-sur-Rhône y cantón de Saint-Félicien.

## Demografía
| 1370 | 1214 | 1144 | 1238 | 1240 | 1183 |
| Para los censos de 1962 a 1999 la población legal corresponde a la población sin duplicidades (Fuente: INSEE [Consultar]) |      |      |      |      |      |